# 齋馬勞鎮區
齋馬勞鎮區為緬甸孟邦毛淡棉縣的鎮區。2014年人口195,810人，區域面積1,318.5平方公里。該鎮區轄下93個村莊。齋馬勞為該鎮區首府。